# Regiunea Brakna
Brakna (arabă ولاية البراكنة) este o regiune în sud-vestul Mauritaniei cu capitala la Aleg. Un alt oraș notoriu este Bogué. Se învecinează cu regiunile Tagant la nord-est, Assaba și Gorgol la sud-est, Trarza la nord-vest și cu statul Senegal la sud-vest. De ultimul este despărțit de râul Senegal.
Brakna este împărțită în 5 departmente:
- Aleg
- Bababe
- Boghe
- M'Bagne
- Magta-Lahjar